# 래리 블랙

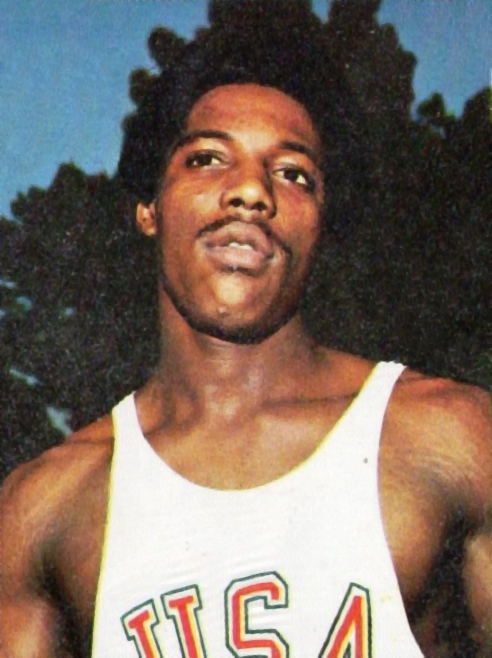

래리 블랙(Larry Black, 본명: 래리 제프리 "머트" 블랙, Larry Jeffery "Mutt" Black, 1951년 7월 20일 ~ 2006년 2월 8일)은 미국의 단거리 육상 선수로, 1972년 뮌헨 하계 올림픽에서 400m 계주 금메달과 200m 은메달을 획득했다.
블랙은 플로리다주 마이애미에서 태어나 마이애미 킬리언 고등학교를 졸업하고 노스캐롤라이나 중앙대학교에서 장학금을 받았다. 마이애미 킬리언의 래리 코치는 르로이 다니엘스였다. 그곳에서 공부하는 동안 그는 1971년 NCAA 220야드(200m) 챔피언십에서 우승했다. 1972년 올림픽에서 블랙은 미국 400m 계주 팀에서 오프닝 레그를 달렸다. 팀은 금메달을 획득했으며 미국의 38.19초 세계 기록과 동률을 이루었다. 역시 마이애미 지역(라이벌 코럴 게이블스 고등학교) 출신인 그의 사촌 제럴드 팅커는 같은 금메달 획득 경주에서 3차전을 달렸다.
스포츠에서 은퇴한 후 블랙은 마이애미로 돌아와 공원 및 레크리에이션 부서의 이사가 되었다. 그는 2006년 2월 8일 54세의 나이로 마이애미에서 동맥류로 사망했다.